# Fastlane 2023
Fastlane (2023) is een opkomend professioneel worstel-pay-per-view en WWE Network evenement dat georganiseerd wordt door WWE voor hun Raw en Smackdown brands. Het is de 7e editie van Fastlane en gaat plaatsvinden op 7 oktober 2023 in het Gainbridge Fieldhouse , Indianapolis, Indiana

## Matches
| Nr. | Match | Winnaar(s)                                                                                            | Opmerkingen                                                                                  | Bron  |
| --- | --- | --- | -------------------------------------------------------------------------------------------- | ----- |
| 1   | Seth "Freakin" Rollins (c) vs. Shinsuke Nakamura | Seth "Freakin" Rollins                                                                                | Last Man Standing match voor het World Heavyweight Championship                              | [ 1 ] |
| 2   | John Cena & LA Knight vs. The Bloodline (Jimmy Uso & Solo Sikoa) (met Paul Heyman)                                                                                             | John Cena & LA Knight                                                                                 | Tag team match                                                                               | '     |
| 3   | Iyo Sky (met Bayley) (c) vs. Asuka vs. Charlotte Flair | Iyo Sky (met Bayley)                                                                                  | Triple threat match voor het WWE Women's Championship                                        | [ 3 ] |
| 4   | Latino World Order (Rey Mysterio, Santos Escobar, en Joaquin Wilde ofCruz Del Toro) (met Zelina Vega) vs. Bobby Lashley en The Street Profits (Angelo Dawkins and Montez Ford) | Latino World Order (Rey Mysterio, Santos Escobar, en Joaquin Wilde ofCruz Del Toro) (met Zelina Vega) | Six-man tag team match                                                                       | [ 4 ] |
| 5   | The Judgment Day (Finn Bálor & Damian Priest) (c) vs. Cody Rhodes & Jey Uso | Cody Rhodes & Jey Uso                                                                                 | Tag team match voor het WWE SmackDown Tag Team Championship en WWE Raw Tag Team Championship | [ 5 ] |